# Виктор Сада
Виктор Сада (Бадалона, 8. март 1984) је бивши шпански кошаркаш. Играо је на позицији плејмејкера.

## Каријера
Сада се прикључио сениорском саставу Барселоне 2004. године. Од 2006. до 2008. је наступао за Ђирону да би се 2008. вратио у Барселону и ту остао до 2014. године када прелази у екипу Андоре. Две сезоне је био играч Андоре а затим је годину дана био у Барселони Б након чега је завршио играчку каријеру.
Са репрезентацијом Шпаније је освојио златну медаљу на Европском првенству 2011. и сребрну медаљу на Олимпијским играма 2012.

## Успеси

### Клупски
- Барселона:
  - Евролига (1): 2009/10.
  - Првенство Шпаније (4): 2003/04, 2008/09, 2010/11, 2011/12.
  - Куп Шпаније (3): 2010, 2011, 2013.
  - Суперкуп Шпаније (4): 2004, 2009, 2010, 2011.
- Ђирона:
  - ФИБА Еврокуп (1): 2006/07.

### Репрезентативни
- Европско првенство:  2011.
- Олимпијске игре:  2012.